# Robotos Imre
Robotos Imre álnevei, szignói: Váradi Erzsébet, R. I., (r. i.) (Nyírmártonfalva, 1911. október 18. – Budapest, 2001. április 13.) újságíró, szerkesztő.

## Életútja
A nagyváradi kereskedelmi középiskolában érettségizett (1929); később elvégezte a Ștefan Gheorghiu Pártfőiskolát (1953), ahol újságíró szakos diplomát szerzett. Újságírói pályáját a nagyváradi Friss Újság munkatársaként kezdte (1933-39), közben cikkei jelennek meg a Nagyváradi Naplóban és a Korunkban is. A második világháború éveiben munkaszolgálatos. 1945-ben Nagyváradra hazatérve az Új Élet munkatársa (1947-ig). (Tőle származó közlés szerint az ugyanott 1947-ben indult megyei pártlap, a Fáklya alapító főszerkesztője, ezt azonban a lap impresszumának adatai nem támasztják alá. Így csak fenntartással fogadhatók a háború utáni nagyváradi újságíróskodásának Pengeváltás című önéletrajzi könyvében olvasható más közlései is.)
1947. szeptember 1-jétől a névlegesen főszerkesztőként szereplő Kacsó Sándor mellett valójában ő a Romániai Magyar Szó című központi magyar napilap felelős szerkesztője, 1951. július 13-tól főszerkesztője. Ugyanezt a funkciót tölti be utódlapjánál, az Előrénél is, 1956 decemberéig. Közben 1948-53 között marxizmus–leninizmust ad elő a Bolyai Tudományegyetemen. Bár nem volt látható pártfunkciója, a dogmatizmus éveiben az ideológiai fronton nagyhatalomnak számított. Erről az időszakról később, a Pengeváltásban így ír: „... sokfelé elrejtettem magam, ... valamelyes álszeméremmel, hogy olyan látszatot keltsek: nem rólam van szó. Mindig rólam volt szó...” 1956 tavaszán, a XX. szovjet pártkongresszust követő hónapokban egyszerre a megújulást, a szemléletváltást kezdi sürgetni. A magyar forradalom leverése után nem sokkal (1956 decemberében) eltávolították az Előre éléről: átmeneti időre az Állami Irodalmi és Művészeti Kiadó bukaresti magyar szerkesztőségét vezette, főszerkesztőként, majd 1958-ban visszatért Nagyváradra, ahol lakáshivatali tisztviselőként működött nyugdíjazásáig (1968). 1986-ban áttelepült Magyarországra.

## Munkássága
Első írását a Nagyváradi Napló közölte 1931-ben; 1938-40 között a Korunk munkatársi köréhez tartozott, s a folyóiratban a magyar szociográfiáról (1939/9), Erdei Ferenc Magyar város című könyvéről (1939/9), a magyar faluregényről (1940/3) írt. Az ötvenes években a kommunista párt ideológiáját olyan, önállóan megjelent füzetekben népszerűsítette, mint Az igazi román-magyar közös múlt (1948), Munkás-paraszt szövetség (1948), Osztályharc és hazafiság (1949), A szocialista hazafiság, a béke legyőzhetetlen zászlaja (1953). Lelkes riportkönyvben számolt be szovjetunióbeli úti élményeiről (Az épülő kommunizmus földjén. 1952) és olvasmányairól (Az úttörés szépsége. Gondolatok a szovjet irodalomról. 1957), s irodalmi vonatkozású írásait egybegyűjtő köteteiben (Alkotás és bírálat. 1955, Mű és mérték. 1958) is egy dogmatikus, leegyszerűsítő szemlélet fejeződik ki.
Hosszabb hallgatás után regénnyel jelentkezett (Szárnybontás. Elbeszélő meditáció, 1968), amelyet Szőcs István nem csak „furcsa műfaji megjelölése” miatt bírál, hanem azért, mert „normatívnak alkotta meg alakjait”. Maga a mű – állapítja meg – „nem egy irodalmi mű belső mozgástörvényeire épülő regény, hanem kívülről megalkotott gondolatmenethez alkalmazott illusztráció”. „Sajnos – folytatja –, ... a szerző ... gondolati síkon félmunkát végzett. ... az irodalmiság tekintetében nem a gondolatiság túladagolása fékezte le, hanem az írói adottságok hiánya” (Igaz Szó 1968/9).
A következőkben visszatér az irodalom kritikai-elméleti megközelítéséhez: A nevetés vonzásában (1973) című könyvében – annak alcíme tanúsága szerint – a szatíra és a humor köréből kíván „értelmezések”-kel élni. Kísérlete azonban a vizsgált jelenségek külsődleges szempontú megközelítése miatt nem vezet sikerre. „... értelmezésében – állapítja meg Szávai Géza – keveset figyel a forma finomságaira s az objektív komikum-elmélet műelemzésbeli kedvezőtlen következményei itt terebélyesednek ki. Az objektív komikummal ugyanis önmagában fölösleges foglalkozni, a konkrét művekben pedig nem csak a »felfedett«, »meglátott« stb. objektív komikum érdekel, főképpen nem az, hanem ahogyan az író »felfedte«, »meglátta« stb. – tegyük hozzá most már...: megteremtette. Ez pedig a mű immanens törvényeinek feltárása nélkül nem lehetséges” (Utunk, 1973/37). Lényegében egy olyanfajta, irodalmon kívüli megközelítési mód továbbéléséről van szó, amit Arányok rendjében (1981) c. alatt összegyűjtött kritikái is elárulnak. Ezért utalhat Kántor Lajos a kötetről írva „a szerző terhes kritikai dogmatizmusá”-ra s ennek legfőbb jellemzőjére, a „mindenáron való rendteremtési szándék”-ra, "amelyben a mérce mindig egy külső (erkölcsi, esztétikai, politikai) nézőpont, nem pedig a művet (életművet) szervező erő" (Korunk 1983/1).
Időközben két kismonográfiája is megjelenik: Tabéry Gézáról (Eszmék ütközésében. Kolozsvár, 1979) és Karinthy Frigyesről (Utazás egy koponya körül, Kolozsvár 1982), s egy „dokumentumriportja”, Az igazi Csinszka (Budapest, 1975), amellyel nagy port kavart fel. A könyv második kiadása (Szembesítés, 1985) az eredetinél is nagyobb terjedelemben adta közre művének kritikai visszhangját, amelynek során a vita hozzászólói az irodalomtörténeti tényekkel szembesítették a szerzőnek ama szándékát, amelyet így fogalmazott meg: „... az eszményítés ábrándjait kívánom szembesíteni az olykor kegyetlen valósággal”. Bustya Endre tíz részből álló sorozatban szedi ízekre a szerző állításait és beállításait, Láng Gusztáv Ady költészetét hívja tanúságul a „perben”, Marosi Péter pedig megállapítja: Robotos Imre „... a jelek szerint nem vette észre, hogy elméletileg olyan következtetésekig jutott el Csinszka »leleplezése« során, amelyek harminc év távlatában is párjukat ritkítják az irodalomtörténetírásban ... Ő csak bírálja, bírálja Csinszkát, s talán észre sem veszi, hogy tulajdonképpen az Ady-líra tagadásának küszöbéig jutott már el. Ha elméletileg felkészülten, megalapozva, ha irodalomtörténetileg felkészülten és tudatosan csinálná mindezt, vitatkoznék vele. Így csak szégyenkezünk miatta...”" (A Hét 1975/43).
Külön kérdése a Robotos-életműnek Gaál Gáborhoz való viszonya. 1938-40-ben a Korunk munkatársaként személyes kapcsolatban volt vele, a Valóság és irodalom megjelenése után azonban ő az, aki megsemmisítő ideológiai vádakat fogalmaz meg a könyvvel és szerzőjével kapcsolatban (Studii, 1950/3); benne, az akkori dogmatikus ideológiai hajsza mintapéldányában, önkényesen szövegösszefüggésükből kiragadott és csoportosított idézetekből vonja le a maga súlyosan elmarasztaló következtetéseit. Az 1955-56-os „olvadás” időszakában tagja a Gaál műveinek újrakiadását előkészítő bizottságnak, s egy, a központi magyar pártlapban megjelent cikkében (Szabad Nép 1956. szeptember 15.) fenntartás nélküli hódolattal emlékezik „a nagy kritikai gondolkodó”-ra, a jeles szerkesztőre, s óvatos, eufemisztikus megfogalmazásokban még önkritikát is gyakorol: „Gaál Gábor, a Korunk szerkesztője – írja – irodalmi életünk legendás alakja volt – s maradt. Néhány esztendővel ezelőtt alaptalan fölénnyel, többen megkíséreltünk vitába szállni ezzel a legendával. Szomorúan és indokolt haraggal gondolunk ma már ezekre a méltatlan kísérletekre. Így gondolok különösen a magam tévedéseire”. A hódolat azonban idővel szertefoszlott, s amikor – már Budapesten – emlékei felidézésébe fog, nem csak az egykori MNSZ-vezetők fejére olvas „elhallgatott történelmi tények”-et (Kritika, 1989/2), vitába is keveredve kortársaival (Találkozások Groza Péterrel. Népszabadság, 1986. máj. 31.; Kurkó Gyárfás emlékére. Kritika 1988/3; Válasz Balogh Edgárnak. Kritika, 1988/7; Áldás vagy kárhozat. Kapu 1989/1; Erdély változásai, avagy a transzilvanizmus és a romániaiság ütközései. Új Fórum, 1990/3), hanem Gaál Gábor-ügyben is újabb fordulatot hajt végre: egy, a Kossuth Rádióban vele készített interjú során (1991. április 21.) „az 1950-beli brávói tőrdöfést – ahogyan Tóth Sándor fogalmaz – a szellem szabadságharca jegyében vívott dicsőséges fegyverténnyé rajzolja át ... ünnepélyesen megtagadja kommunista múltját, de büszkén vállalja belőle G. G. megtagadását. Ma már azzal kérkedik, hogy ő Gaál Gáborral még életében, a sajtó nyilvánossága előtt szembefordult” (Dicsőséges kudarcaink...).
Egyéb művei: Finnország – Suomi (Útirajz, 1957; német fordításban, 1958); Tótágas (regény, Budapest, 1986); Aranykulcs a rozsdás zárban (esszé, Budapest, 1986); A vér városa – Nagyvárad (Debrecen, 1992); Pengeváltás. A csapdákat nem lehet elkerülni (visszaemlékezések. Nagyvárad, 1997); Álruhás vallomások. Karácsony Benő életműve (Literator, Nagyvárad, 1998).
Bevezető tanulmányaival és jegyzeteivel gondozásában jelentek meg a Romániai Magyar Írók sorozatban Tabéry Géza munkái. A Tabéry hagyatékot ő mentette meg az ötvenes évek végén az elkallódástól. Ugyancsak ő rendezte sajtó alá Simon Magda publicisztikai írásait (Váradi harangok. 1975. Romániai Magyar Írók) és Bölöni Györgyné Adyról megjelent írásait (Itóka Párizsban. 1977, Téka sorozat).
Hagyatékát a Petőfi Irodalmi Múzeum őrzi.

## Kötetei
- Urak és parasztok. Történelmi hagyomány a XV-ik századból; Igazság, Bp., 1933
- Munkás-paraszt szövetség; Romániai Magyar Népi Szövetség, Bukarest, 1948 (A dolgozó magyar nép kiskönyvtára)
- Osztályharc és hazafiság; Állami Könyvkiadó, Bukarest, 1949
- Az épülő kommunizmus földjén. Útijegyzetek a Szovjetúnióból; Irodalmi és Művészeti Kiadó, Bukarest, 1952
- A szocialista hazafiság a békeharc legyőzhetetlen zászlaja; Állami Tudományos Kiadó, Bukarest, 1953
- Alkotás és bírálat; Irodalmi és Művészeti Kiadó, Bukarest, 1955
- Finnország, Suomi; Tudományos Kiadó, Bukarest, 1957 (Országok – népek)
- Az úttörés szépségei. Gondolatok a szovjet irodalomról; Az Orosz Könyv, Bukarest, 1957
- Szárnybontás. Elbeszélő meditáció; Irodalmi Kiadó, Bukarest, 1968
- A nevetés vonzásában. Értelmezések a szatíra és a humor köréből; Kriterion, Bp., 1973
- Az igazi Csinszka. Dokumentumriport; Magvető, Bp., 1975
- Az igazi Csinszka. Dokumentumriport; 2. jav. kiad.; Magvető, Bp., 1976 (Magvető zsebkönyvtár)
- Eszmék ütközésben. Tabéry Géza pályaíve. Kismonográfia; Dacia, Kolozsvár-Napoca, 1979 (Kismonográfiák)
- Az igazi Csinszka. Dokumentumriport; 3., bőv. kiad.; Magvető, Bp., 1980 (Magvető zsebkönyvtár)
- Arányok rendjében. Tanulmányok, cikkek; Kriterion, Bukarest, 1981
- Utazás egy koponya körül. Karinthy Frigyes pályaképe; Dacia, Kolozsvár-Napoca, 1982 (Kismonográfiák)
- Szembesítés. Robotos Imre dokumentumriportja Ady és Csinszka házasságáról és a könyv kritikai visszhangja; Kriterion, Bukarest, 1984
- Tótágas. Elbeszélő meditáció; Szépirodalmi, Bp., 1986
- A vér városa: Nagyvárad. Művelődéstörténeti tükör; vál., szerk. Robotos Imre; Csokonai, Debrecen, 1992
- Az igazi Csinszka. Szembesítés. Ady – Csinszka szerelmének, házasságának legendaköre és valósága; 5. jav., átdolg. kiad.; Ferenczy, Bp., 1995
- Pengeváltás. A csapdákat nem lehet elkerülni; szerk. Fábián Imre; Literator, Nagyvárad, 1997
- Álruhás vallomások. Karácsony Benő életműve; Literator, Nagyvárad, 1998